# Hoàng Hoa Thám, Chí Linh
Hoàng Hoa Thám là một xã thuộc thành phố Chí Linh, tỉnh Hải Dương, Việt Nam.

## Địa lý
Xã Hoàng Hoa Thám nằm ở phía đông bắc thành phố Chí Linh, có vị trí địa lý:
- Phía đông giáp tỉnh Quảng Ninh
- Phía tây giáp xã Bắc An
- Phía bắc giáp tỉnh Bắc Giang
- Phía nam giáp phường Bến Tắm.

Xã Hoàng Hoa Thám có diện tích 28,03 km², dân số năm 1999 là 2690 người, mật độ dân số đạt 96 người/km².

## Lịch sử
Sau năm 1975, Hoàng Hoa Thám là một xã thuộc huyện Chí Linh.
Ngày 12 tháng 2 năm 2010, Chính phủ ban hành Nghị quyết số 09/NQ-CP thành lập thị xã Chí Linh trên cơ sở toàn bộ diện tích và dân số của huyện Chí Linh, xã Hoàng Hoa Thám thuộc thị xã Chí Linh.
Ngày 10 tháng 1 năm 2019, Ủy ban Thường vụ Quốc hội ban hành Nghị quyết số 623/NQ-UBTVQH14 thành lập thành lập thành phố Chí Linh trên cơ sở toàn bộ diện tích và dân số của thị xã Chí Linh, xã Hoàng Hoa Thám thuộc thành phố Chí Linh như hiện nay.